# Бродовская
Бродовская — деревня в Вытегорском районе Вологодской области.
Входит в состав Девятинского сельского поселения, с точки зрения административно-территориального деления — в Девятинский сельсовет.
Расположена на берегу Новинского водохранилища Волго-Балтийского водного пути (бывш. Мариинская водная система). Расстояние по автодороге до районного центра Вытегры — 24 км, до центра муниципального образования села Девятины — 0,5 км. Ближайшие населённые пункты — Белый Ручей, Великий Двор, Девятины.
По переписи 2002 года население — 40 человек (19 мужчин, 21 женщина). Всё население — русские.